# Velocidade do obturador

A velocidade do obturador pode impactar de forma dramática a aparência de objetos em movimento.

Em fotografia, a velocidade do obturador ou tempo de exposição é o intervalo de tempo que o obturador da câmera fotográfica leva para abrir e fechar, deixando passar uma determinada quantidade de luz que irá sensibilizar a película fotográfica ou o sensor de imagem e, assim, formar a imagem.
Quanto menor o tempo de exposição, menos luz é absorvida no interior da máquina e, portanto, maior a abertura do diafragma necessária para se obter uma exposição correta.
O tempo de exposição é normalmente expresso no formato {\displaystyle 1/x} , que representa uma fracção de tempo em segundos. Valores comuns incluem 1/8000 s, 1/1000 s, 1/125 s, 1/2 s e B (de bulb, que mantém o obturador aberto enquanto o botão disparador estiver pressionado), dentre muitos outros.

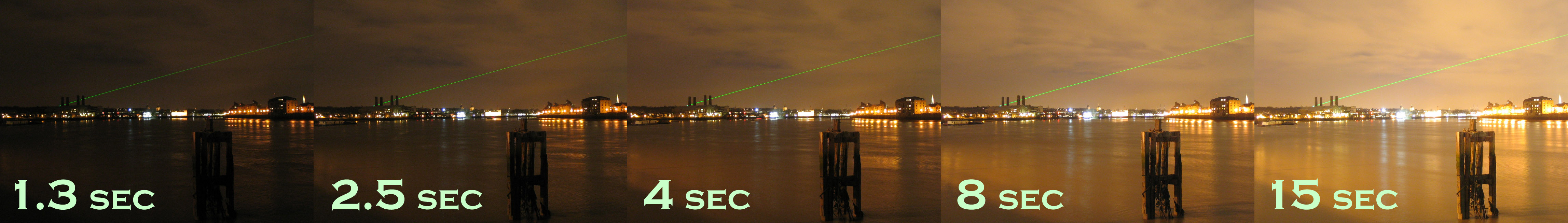
Demonstração em foto noturna de como maiores tempos de exposição influenciam a formação da imagem. Fotografias obtidas com a mesma abertura do diafragma

## Exemplos

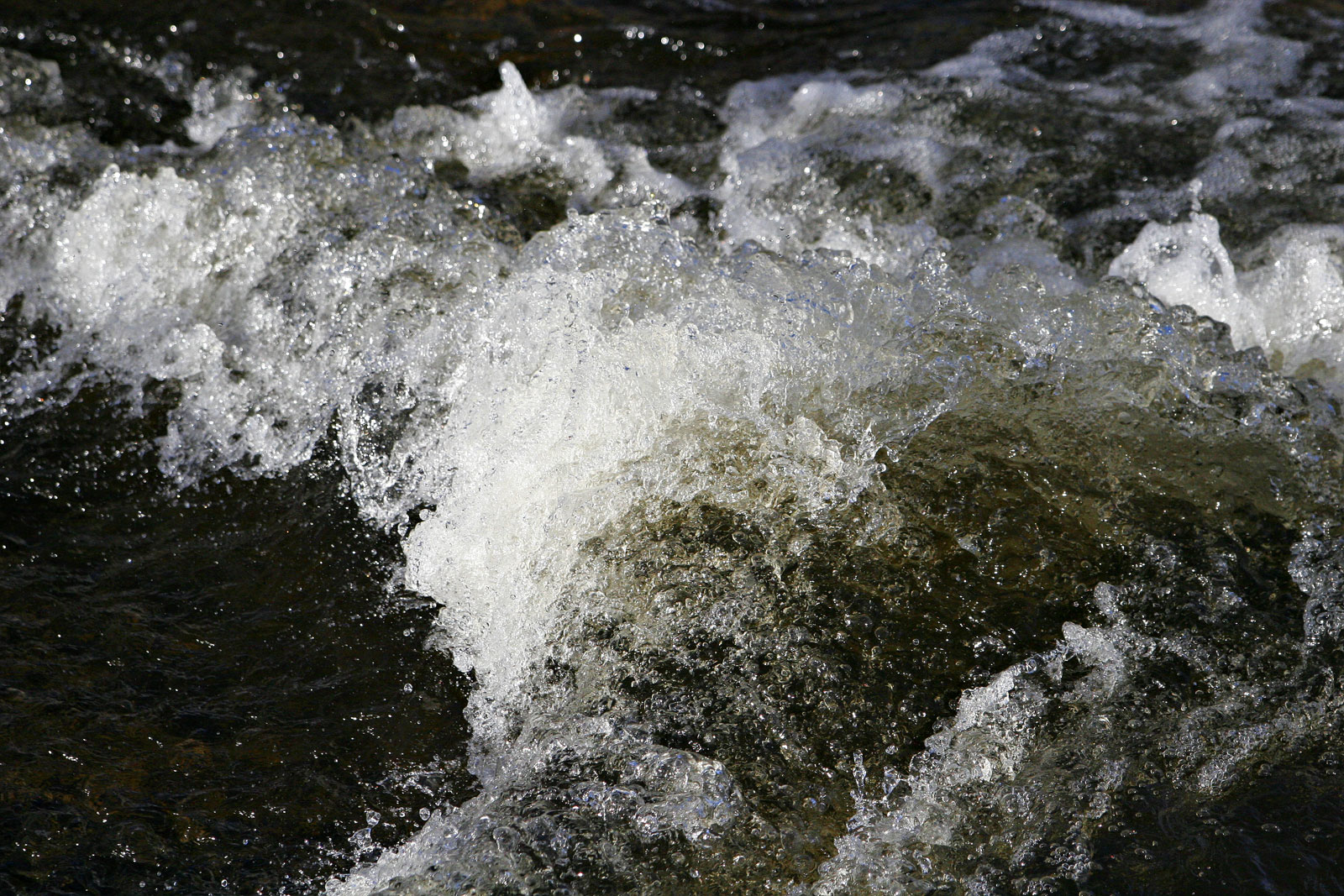
Velocidade alta do obturador (exposição curta)
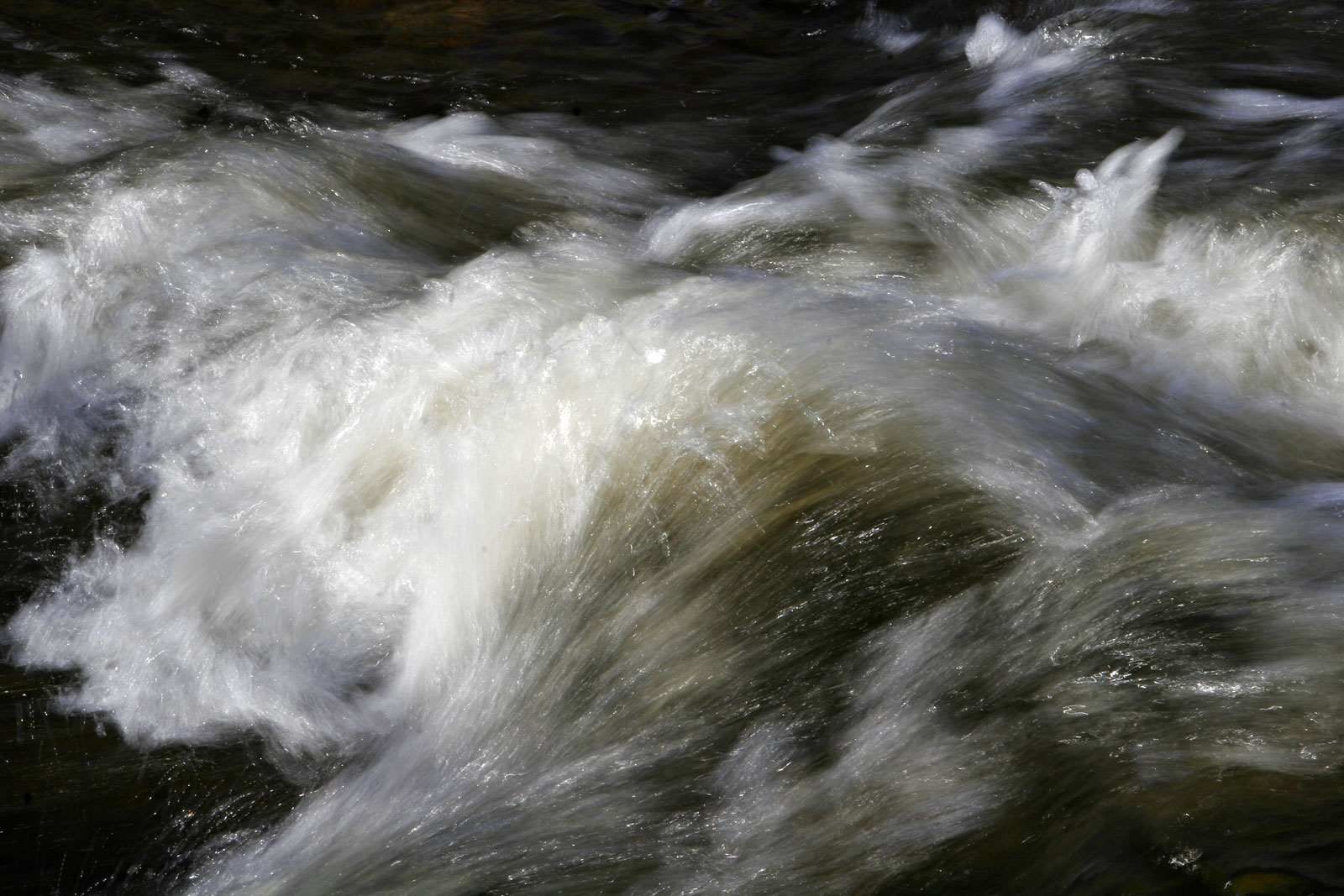
Velocidade baixa do obturador (exposição longa)
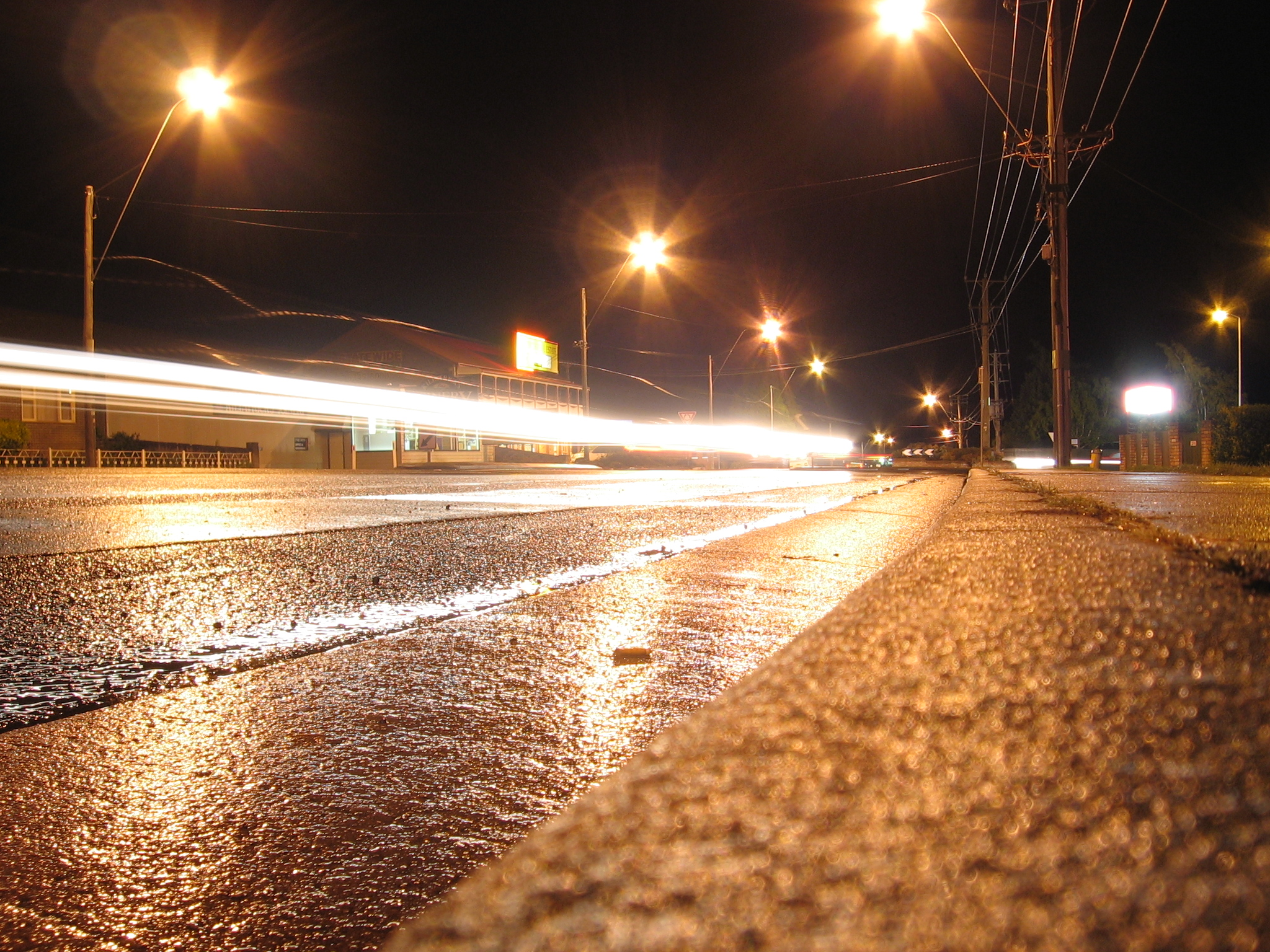
Velocidade baixa do obturador (exposição longa)
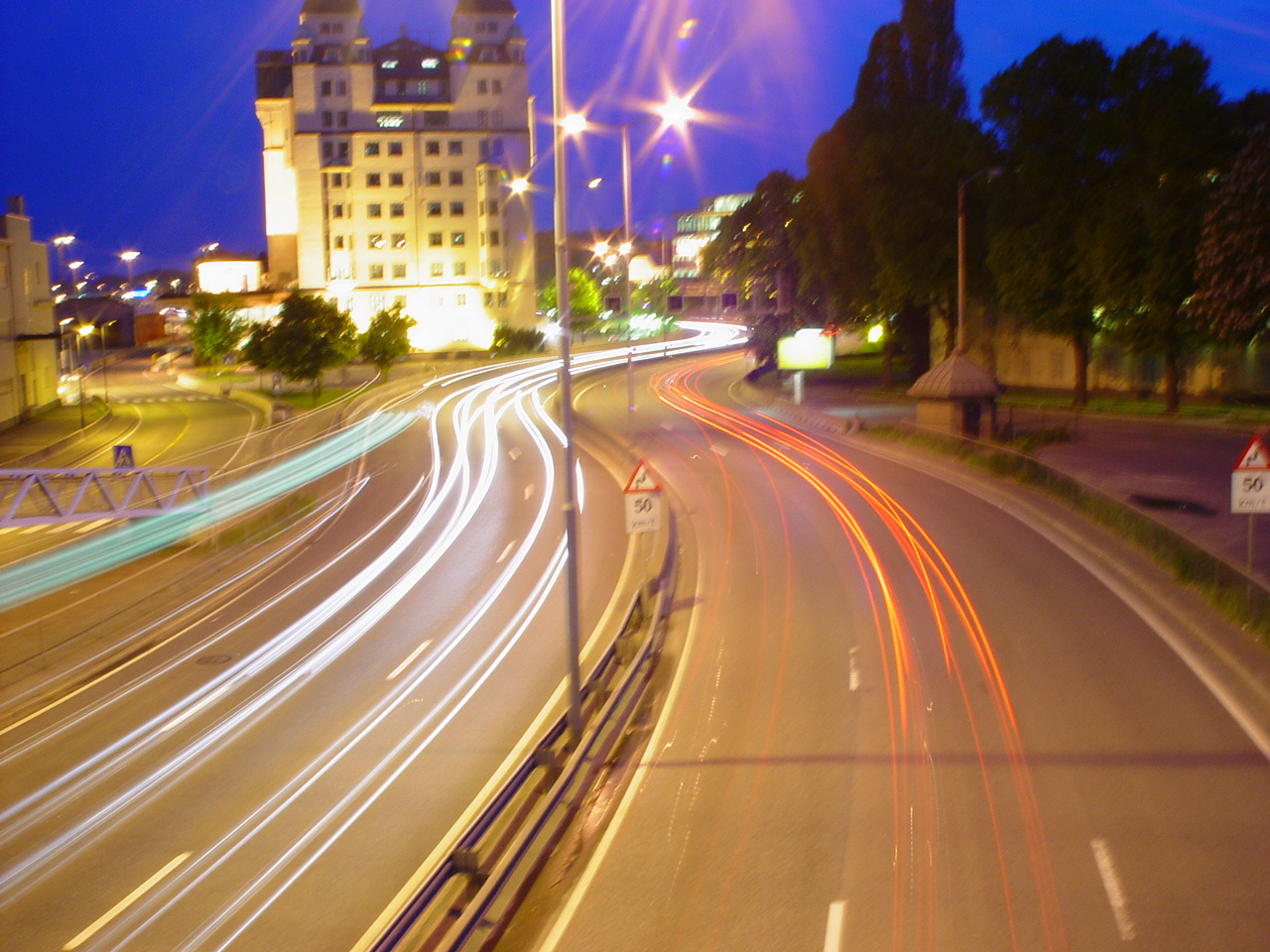
Velocidade muito baixa do obturador (exposição muito longa)
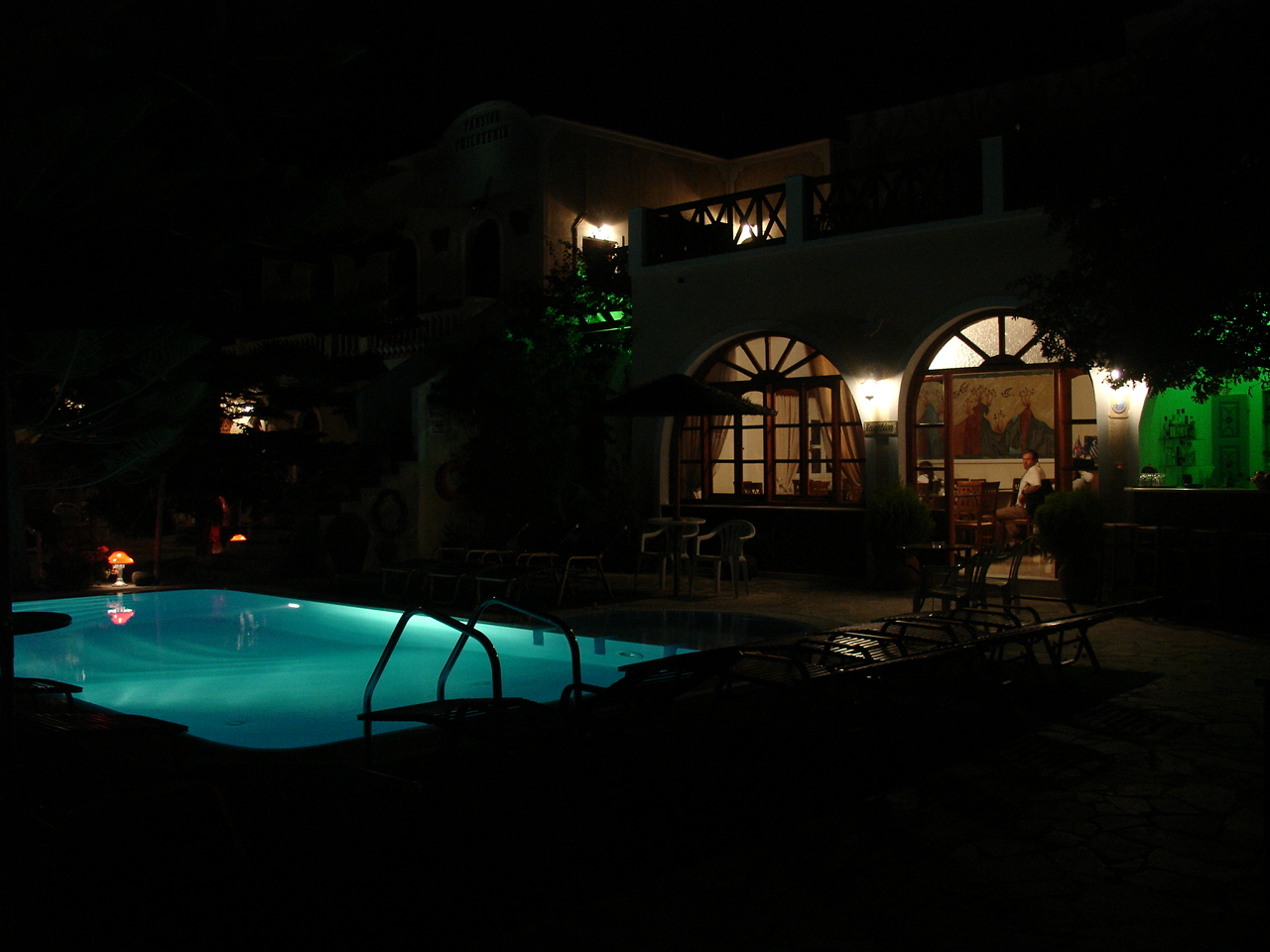
Foto com exposição de 1/8s.
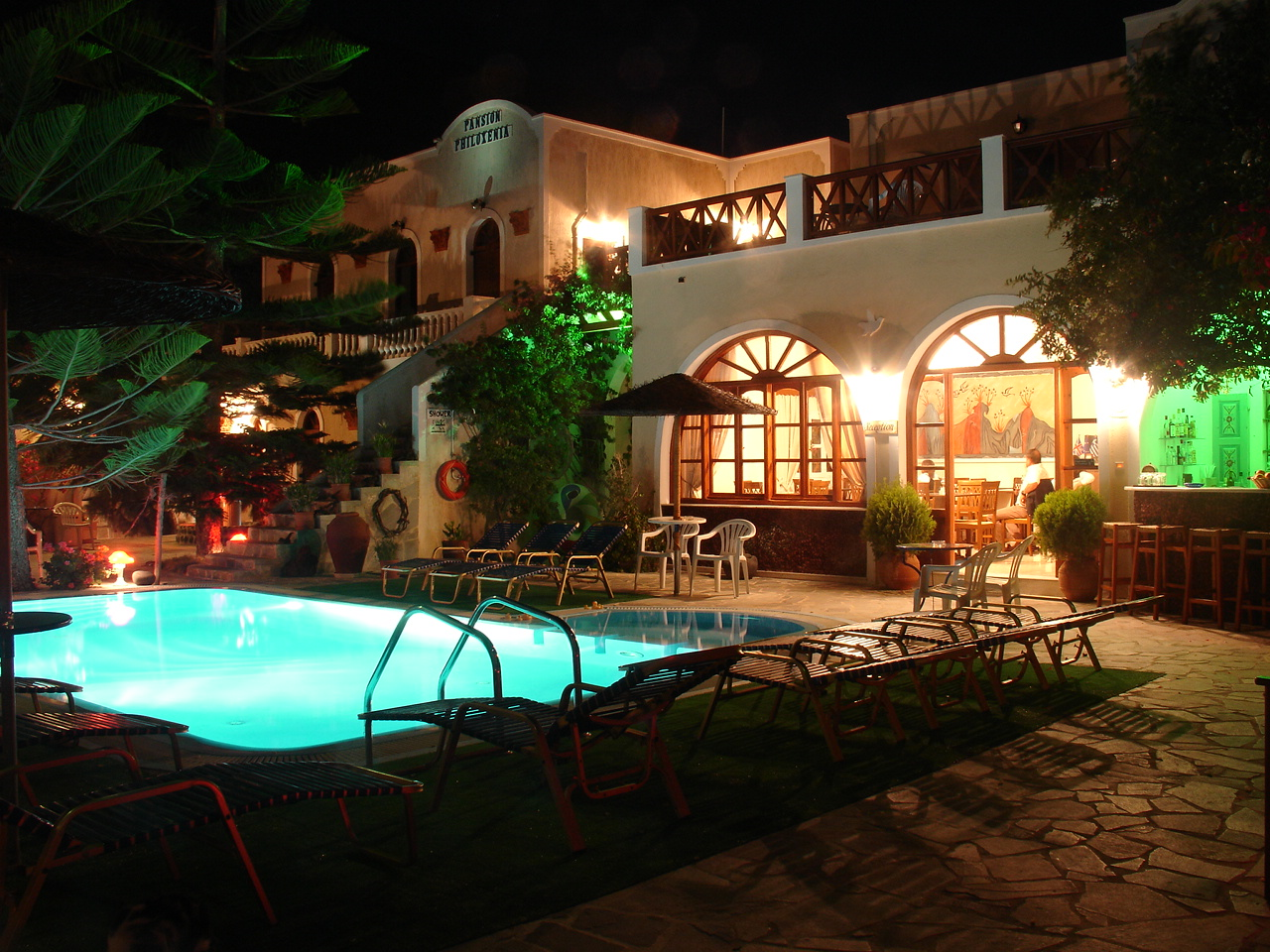
Mesma foto ao lado, porém com exposição de 10s.
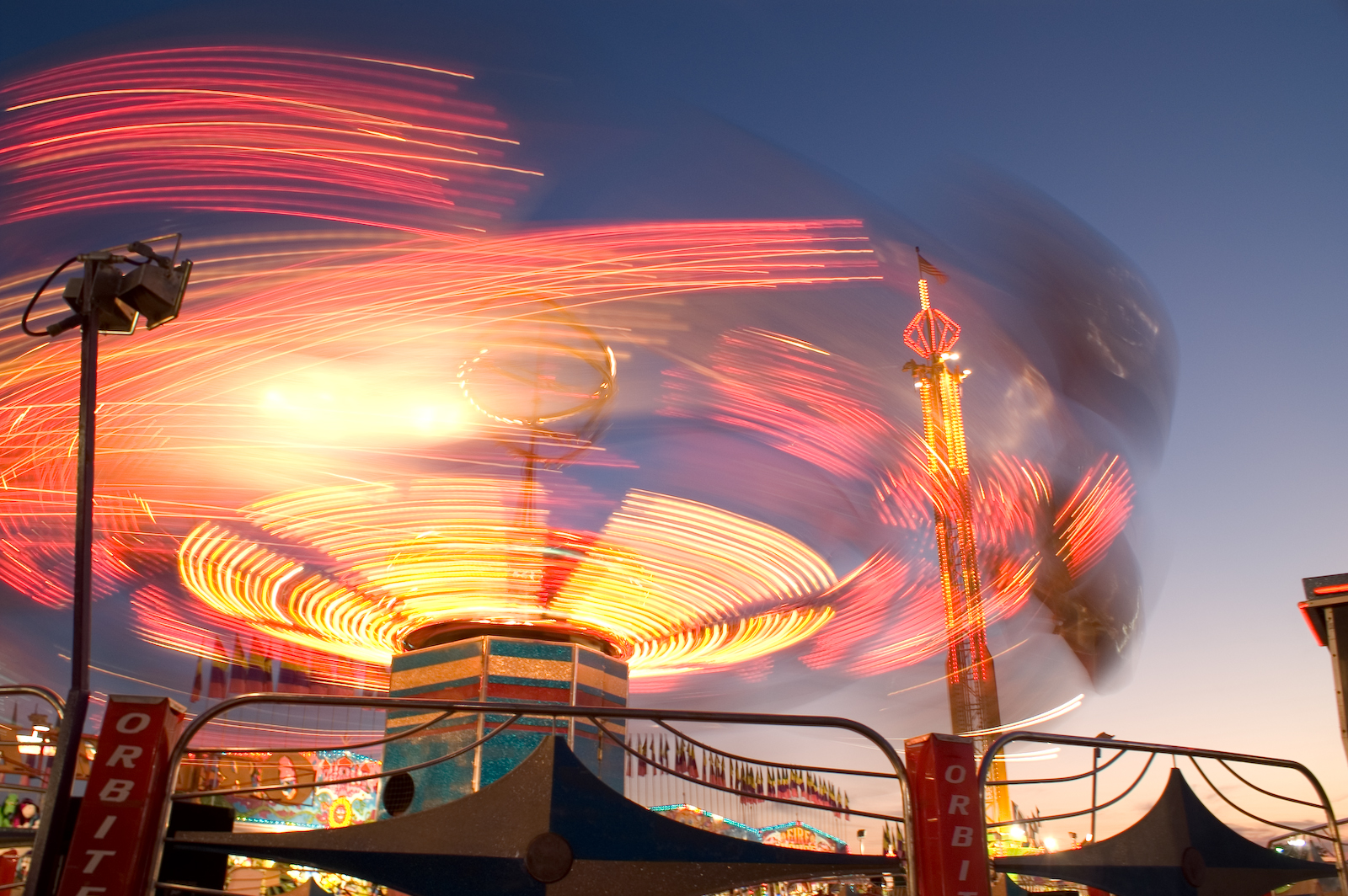
Velocidade baixa do obturador, foto com longa exposição.
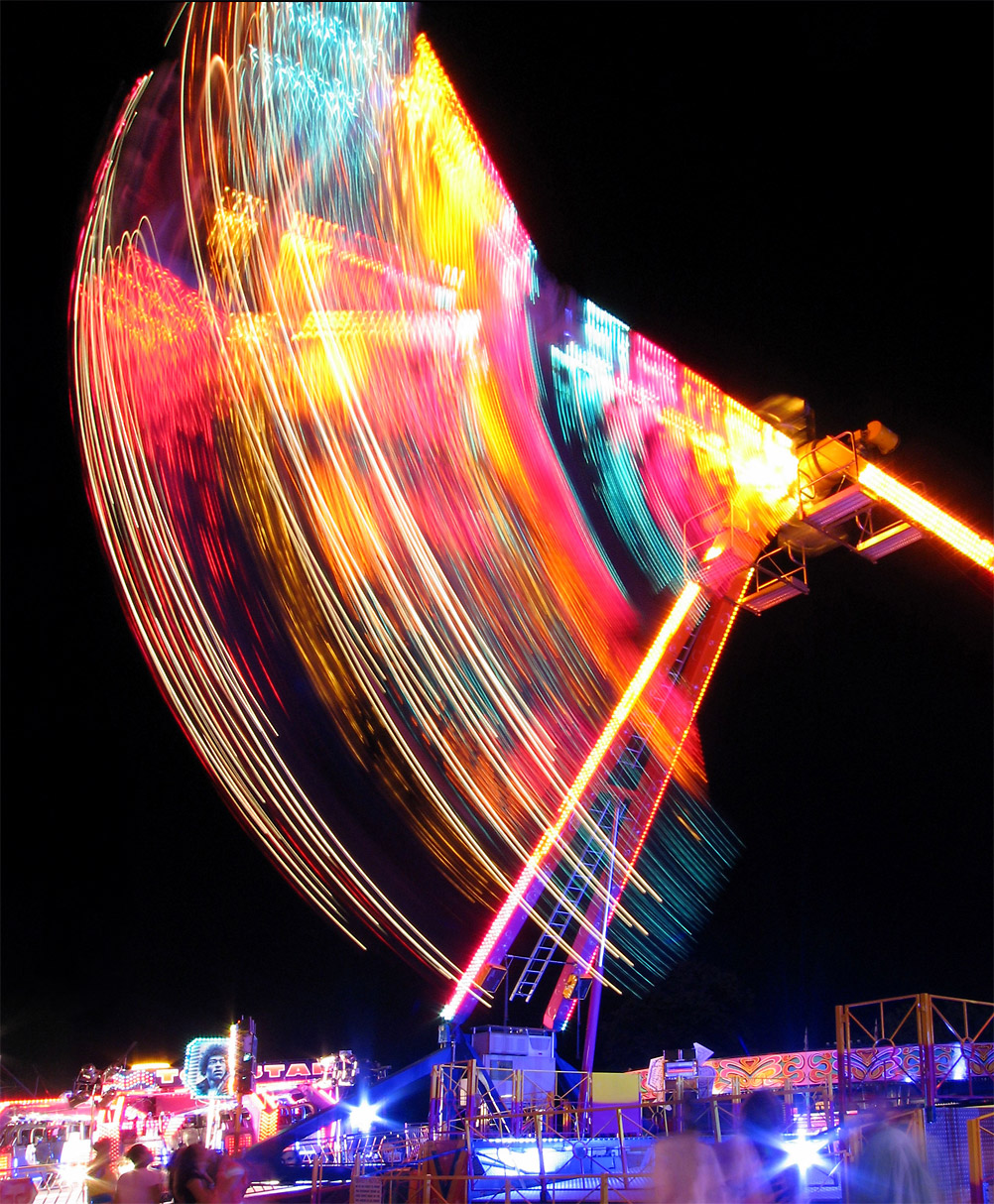
Velocidade baixa do obturador, foto com longa exposição.